# Burgenland Schnellstraße
De Burgenland Schnellstraße is een Oostenrijkse autoweg met het wegnummer S31. Het traject van deze Schnellstraße loopt over wegnummer 50 en is tussen Eisenstadt en Oberpullendorf uitgevoerd als autoweg. De Schnellstraße heeft niet de status van autosnelweg.

## Foto's

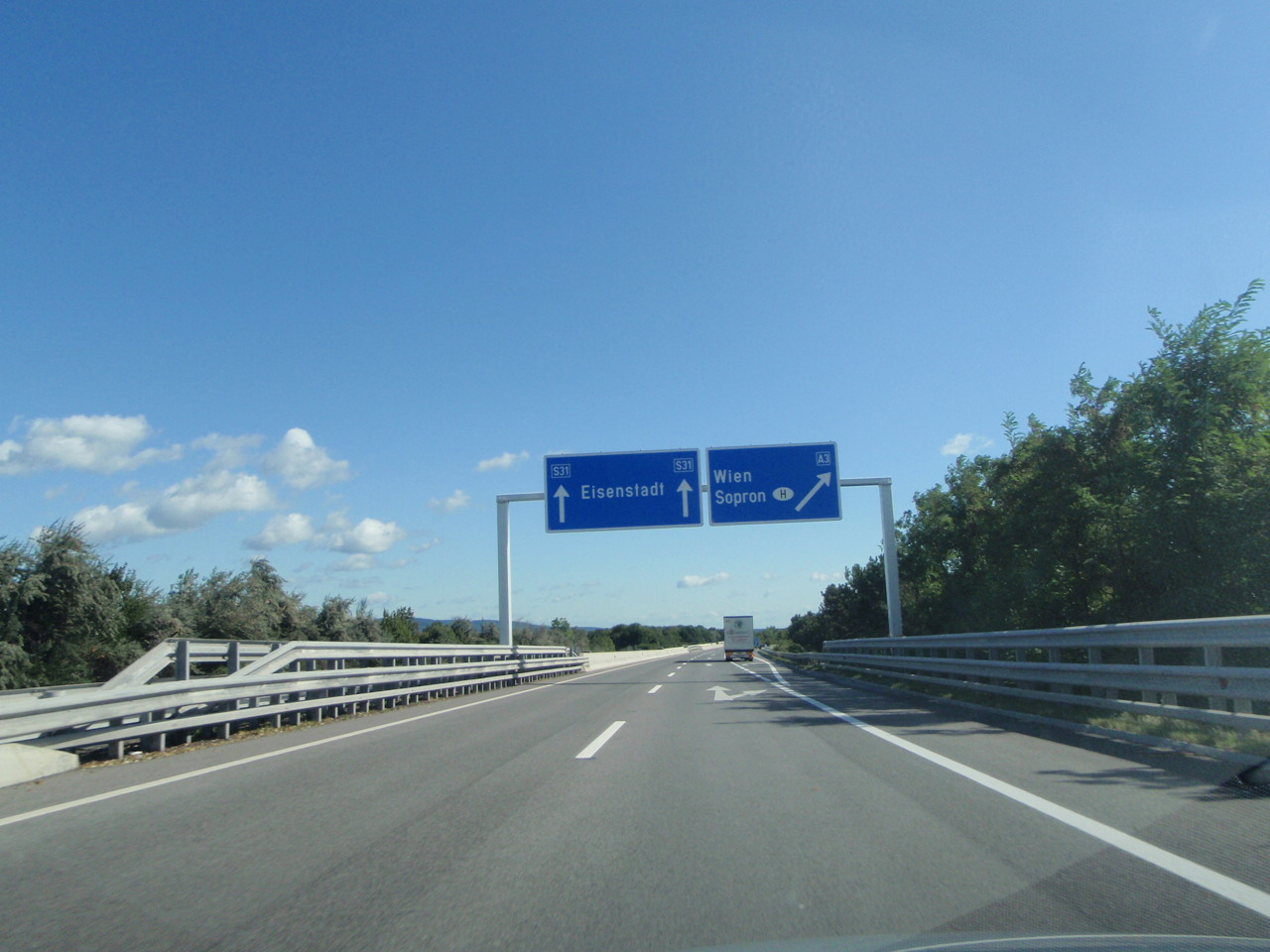
bij Eisenstadt
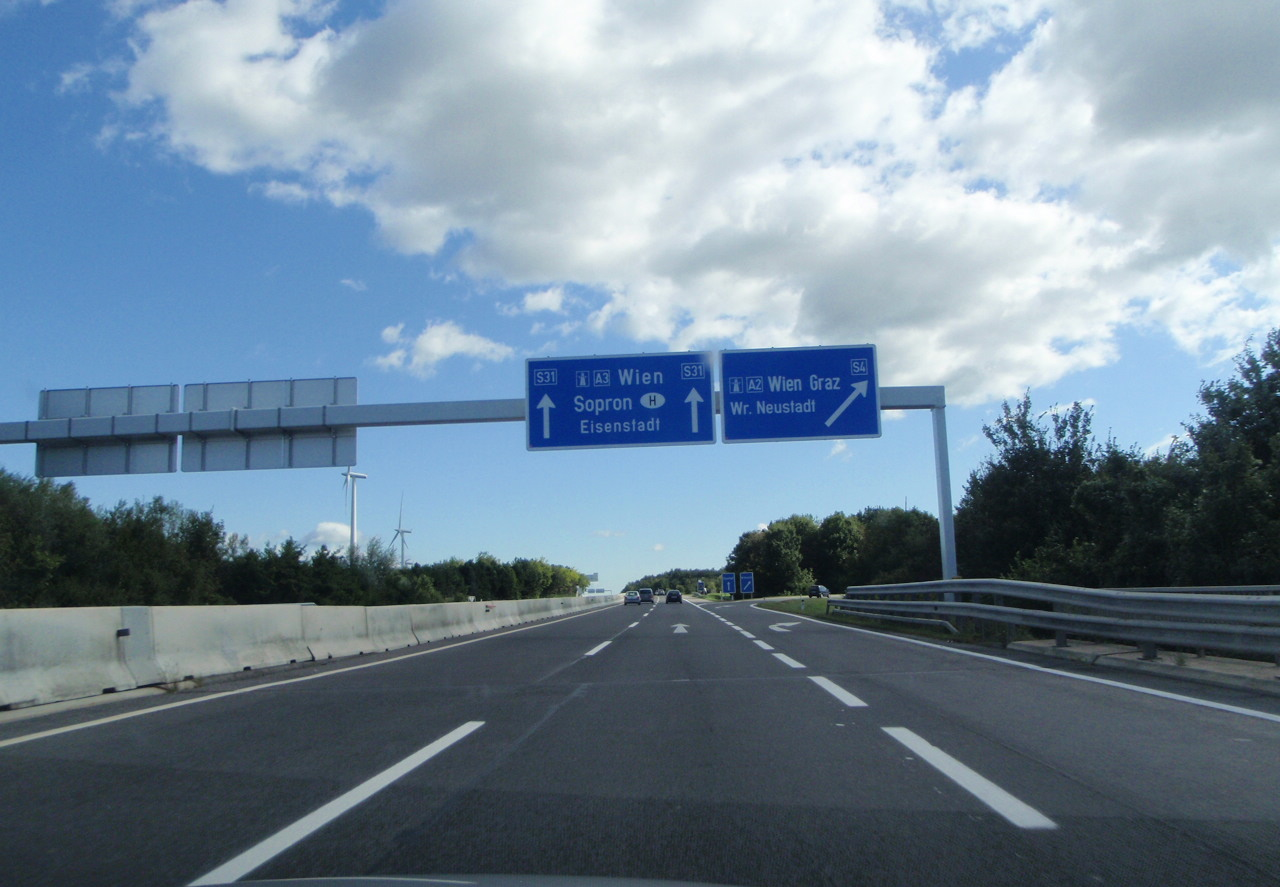
bij Mattersburg
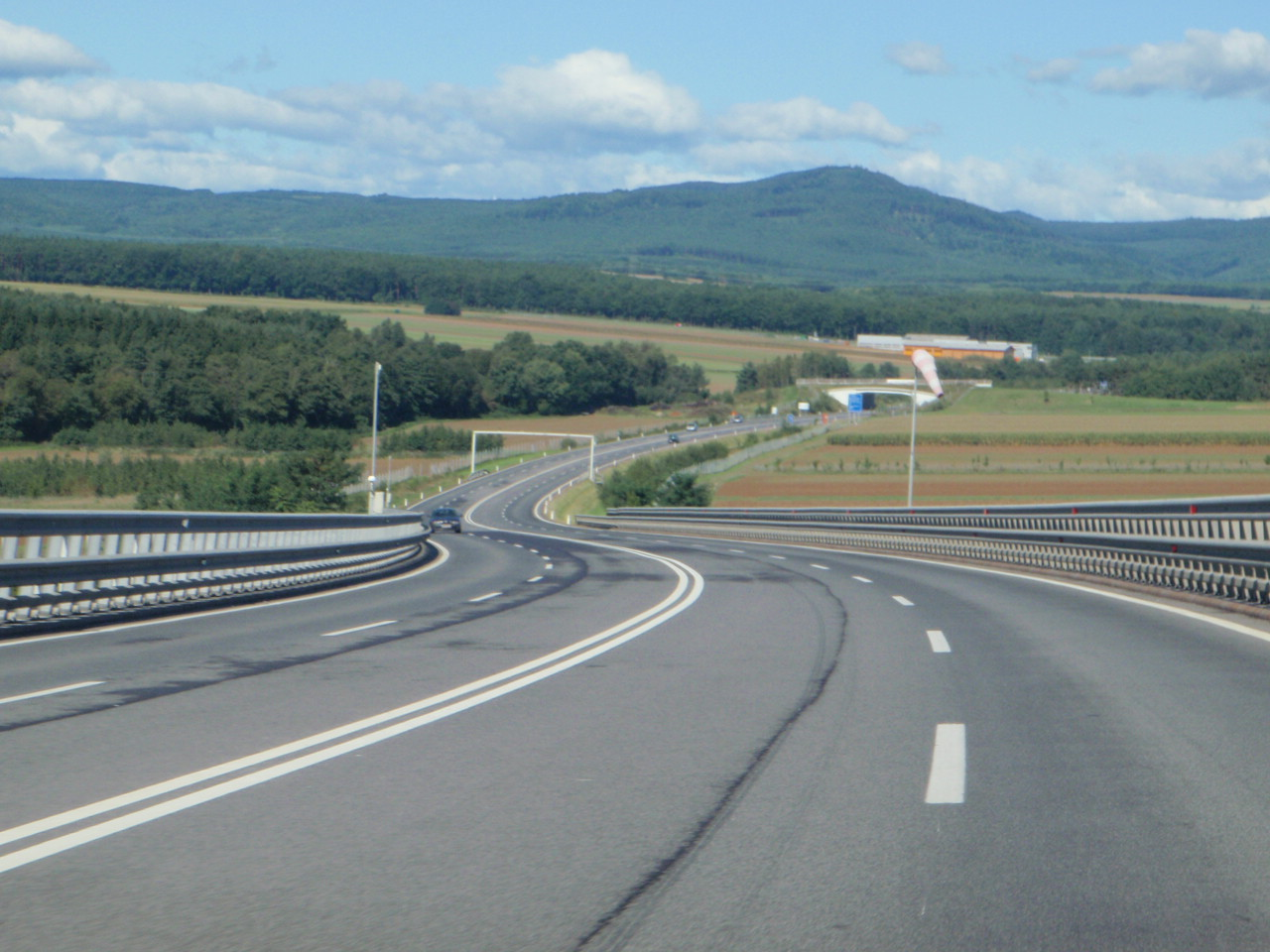
bij Neutal
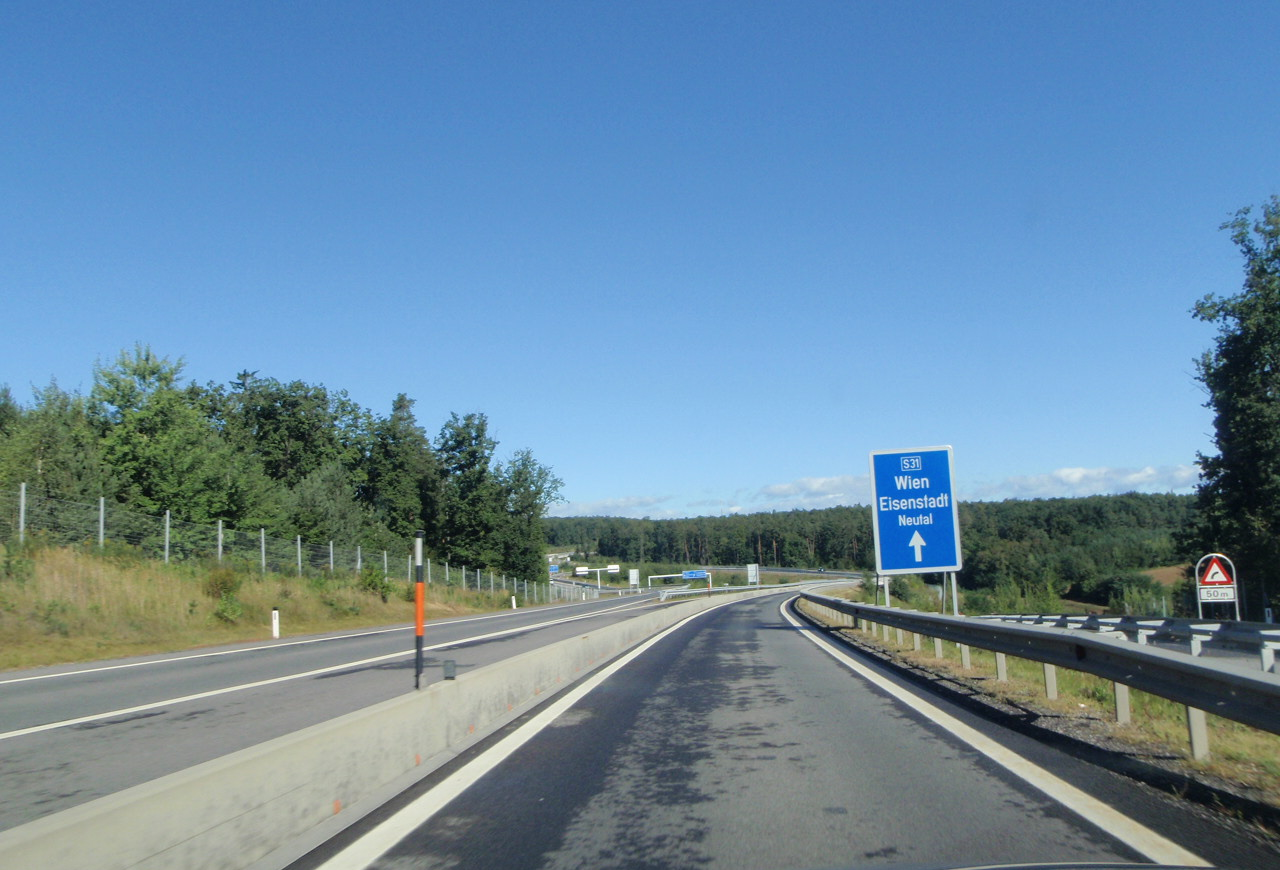
bij Oberpullendorf-noord
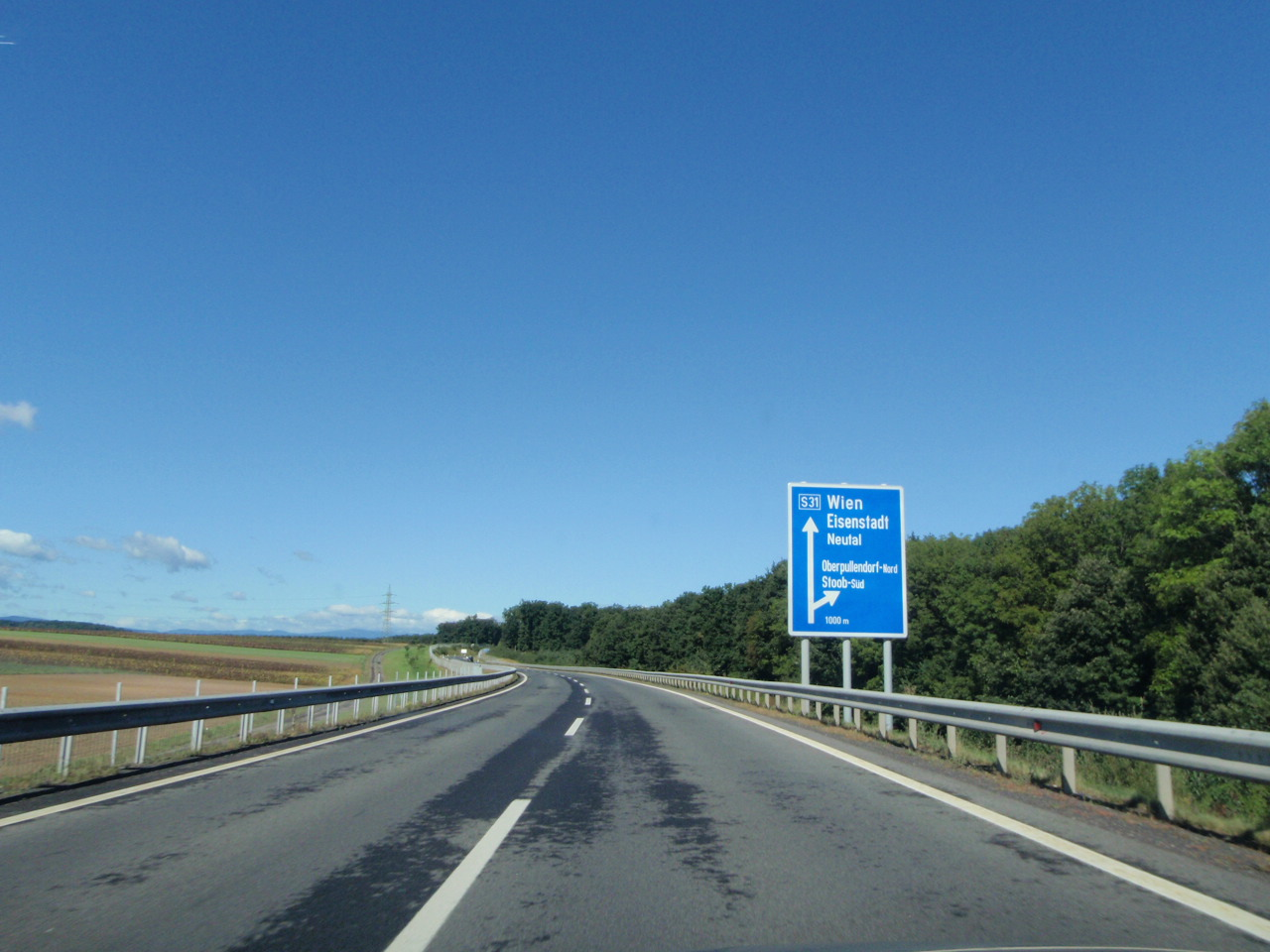
bij Oberpullendorf-zuid

Autobahnen: A1 · A2 · A3 · A4 · A5 · A6 · A7 · A8 · A9 · A10 · A11 · A12 · A13 · A14 · A21 · A22 · A23 · A24 · A25 · A26
Schnellstraßen: S1 · S2 · S3 · S4 · S5 · S6 · S7 · S8 · S10 · S16 · S18 · S31 · S33 · S34 · S35 · S36 · S37